# Faissal Ebnoutalib
Faissal Ebnoutalib (Nador, 20 de noviembre de 1970) es un deportista alemán que compitió en taekwondo.
Participó en los Juegos Olímpicos de Sídney 2000, obteniendo una medalla de plata en la categoría de –80 kg. Ganó una medalla de bronce en el Campeonato Mundial de Taekwondo de 1999, y una medalla de oro en el Campeonato Europeo de Taekwondo de 2000.

## Palmarés internacional
| Juegos Olímpicos   | Juegos Olímpicos   | Juegos Olímpicos  | Juegos Olímpicos |
| Año                | Lugar              | Medalla           | Categoría        |
| ------------------ | ------------------ | ----------------- | ---------------- |
| 2000               | Sídney (Australia) | Medalla de plata  | –80 kg           |
| Campeonato Mundial |                    |                   |                  |
| Año                | Lugar              | Medalla           | Categoría        |
| 1999               | Edmonton (Canadá)  | Medalla de bronce | –84 kg           |
| Campeonato Europeo |                    |                   |                  |
| Año                | Lugar              | Medalla           | Categoría        |
| 2000               | Patras (Grecia)    | Medalla de oro    | –84 kg           |